# Музальов Борис Вікторович
Бори́с Ві́кторович Музальо́в (13 квітня 1959, м. Ангарськ, Іркутська область) — український підприємець та політичний діяч, засновник компанії «Таврія-В».

## Освіта
У 1981 р. закінчив Одеський національний медичний університет.

## Діяльність
- 1982—1993 рр. — дитячий лікар у лікарнях Кіровоградської й Одеської областей.
- 1993 р. — засновник компанії «Таврія-В».[1]
- 1995 р. — засновник ПКП «Мрія», в яких дотепер є головою наглядової ради.
- 1997 р. — обраний депутатом міської ради м. Чорноморськ.
- 2001 р. — обраний на другий термін депутатом міської ради м. Чорноморськ.
- 2005 р. — член Соціалістичної партії України.
- 2006 р. — депутат Одеської обласної ради.
- 2006 р. — перший секретар Одеського обкому Соціалістичної партії України.[2]
- 2008 р. — засновник благодійного Фонду «Добрі люди».
- У серпні 2011 р. склав повноваження депутата у зв'язку з переходом на дипломатичну службу. Почесний консул Кіпру.

## Діяльність в Одеському регіоні
За час депутатського правління ним було запропоновано цілу низку законопроєктів по благоустрою міста Одеси.
Також як власник компанії «Таврія В» він створив близько 5000 робочих місць[джерело?]. Ця цифра регулярно збільшується у зв'язку з розширенням компаній.
Особливу увагу викликає заснований Борисом Вікторовичем благодійний фонд «Добрі люди».
Фонд був заснований 2008 року. Головною метою фонду була допомога мешканцям Одещини. Особлива увага приділялася онкохворим дітям.
Також організація займається постійною допомогою лікарням регіону (надання препаратів і необхідних матеріалів).

## Нагороди
Нагороджений:

- Почесною грамотою Кабінету Міністрів України № 8708 від 03.09.2004 р. «За особливий внесок в реформування національної економіки, розвиток підприємництва, ринкової інфраструктури, високі досягнення в професійній діяльності та на честь Дня підприємця нагороджується Почесною Грамотою Кабінету Міністрів України».

- Грамотою Верховної Ради України № 1026 від 20.09.2004 р. «За особливий внесок в розвиток малого та середнього бізнесу в регіоні, активну депутатську діяльність, високу професійну майстерність та ініціативність в роботі нагороджується Грамотою Верховної Ради України».

- Почесною грамотою Верховної Ради України № 1206 від 19.09.2005 р. «За заслуги перед українським народом, значний особистий внесок в становлення та розвиток виробництва в нових економічних умовах, впровадження новітніх технологій в розвиток малого та середнього бізнесу в Україні, багаторічну сумлінну роботу, високу професійну майстерність та з нагоди Дня підприємця нагороджується Почесною Грамотою Верховної Ради України».

## Сімейний стан
Сімейний стан: розлучений, має доньку Музальову Дар'ю Борисівну 1987 року народження, сина Музальова Мартіна Борисовича 2007 року народження.